# Parafia św. Filomeny w Gniechowicach
Parafia św. Filomeny w Gniechowicach – znajduje się w dekanacie Kąty Wrocławskie w archidiecezji wrocławskiej. Erygowana w XIV wieku.
Obsługiwana przez księży archidiecezjalnych. Jej proboszczem jest ks. mgr Jarosław Wawak.  

## Parafia w datach
1299r. – pierwsze wzmianki o kościele w dokumentach kanonika wrocławskiego Johannesa, proboszczem świątyni był Wilhelm.
1333 i 1376r. – kolejne wzmianki o kościele
1404r. – zniszczenie kościoła podczas pożaru wsi wywołanego w wyniku zatargu między mieszczanami a książętami Bernardem z Niemodlina i Bolkiem z Opola
II połowa XV w. – budowa nowego kościoła parafialnego, który stoi do dziś
1517-1535r. – przejęcie kościoła przez protestantów
1642r. – znaczne uszkodzenie kościoła w czasie pożaru wsi
1642r. – odbudowa kościoła z wykorzystaniem starych murów
1653r. – zrekatolizowanie kościoła
1677-1679r. – wzmiankowany, jako kryty gontem z drewniana wieżyczką na sygnaturkę
1706r. – wzmiankowany, jako kościół bez wieżyczki, sklepione prezbiterium
I połowa XVIII w. – kościół zostaje filialną świątynią parafii w Zachowicach
1845r. – zostaje kościołem parafialnym
1838-1854r. – remont kościoła, zarówno wewnętrzny jak i zewnętrzny
1872 – 1873r. – budowa wieży i dwóch przybudówek przylegających do niej
1935 – 1936r. -gruntowny remont świątyni
1945r. – pierwszym proboszczem parafii po wojnie zostaje ks. Alfons Gogoł, potem ks. Jan Kszysiński (vel Zmora)
1966r. – przełożenie pokrycia dachu, dachówka karpiówka
1968r. – proboszczem zostaje ks. Ludwik Witek
1973 – 1975r. – remont dachu i montowanie instalacji elektrycznej
proboszczem parafii w Gniechowicach zostaje ks. Tadeusz Szopa
1994r. – remont hełmu wieży (wymiana elementów wieży tj. murłatów, części krokwi, płatew oraz odeskowania), pokrycie wieży blachą miedzianą i ustawienie na niej krzyża (wzór z XIX w.) wykonano izolację i drenaż wzdłuż murów obwodowych kościoła, założono tynki wapienne
1996r. – przełożono dach kościoła dachówką karpiówką, ułożoną podwójnie w koronkę, założono system odprowadzania wód opadowych
1999r. – uroczystość 700 – lecia Parafii pw św. Filomeny w Gniechowicach

### Parafialne księgi metrykalne
| Księgi metrykalne | Okres ewidencji |
| ----------------- | --------------- |
| chrztów           | 1900 -          |
| ślubów            | 1945 -          |
| zgonów            | 1945 -          |